# Chien Chih-cheng
 (janvier 2019).
Chien Chih-cheng (簡稚澄 ; décédée le 12 mai 2016) est une vétérinaire taïwanaise. Son suicide a provoqué l'indignation à travers tout le pays par l'insuffisance de la législation concernant l'euthanasie animale et la question du cyberharcèlement par les internautes et la presse,.

## Biographie
Chien est diplômée de l'Université nationale de Taïwan en tant que vétérinaire, obtenant le score le plus élevé à l'examen de fonction publique Tekao (考) de Taïwan. À la tête d'une clinique vétérinaire, elle apparaît dans une émission télévisée qui révèle qu'elle a euthanasié plus de 700 chiens errants en deux ans. Elle est alors attaquée par de nombreux activistes des animaux tandis que les médias et les internautes taïwanais la présentent comme un bourreau.
Le 5 mai 2016, elle s'injecte le même médicament qu'elle utilisait pour euthanasier les chiens errants, avant d'en décéder le 12 à l'âge de 32 ans. Sa mort a incité Taïwan à réfléchir et a incité le gouvernement à accélérer l'adoption de la législation sur le sujet. Cela a également conduit à une condamnation généralisée[Par qui ?] des internautes et des médias pour leur comportement irresponsable vis-à-vis de Chien.